# Île Thurlow Est
L'île Thurlow Est (en anglais : East Thurlow Island) est une des îles Discovery, dans le détroit de Géorgie, en Colombie-Britannique, au Canada. 